# Массива (сын Гулуссы)
Массива (убит в 110 году до н. э., Рим, Римская республика) — нумидийский политический деятель, сын царя Гулуссы и внук Массиниссы.
После гибели царя Нумидии Адгербала во время борьбы за власть с Югуртой, Массива, приходившийся обоим двоюродным братом, бежал в Рим (112 год до н. э.). Там он заручился поддержкой ряда влиятельных нобилей, включая консула 110 года Спурия Постумия Альбина, и заявил о своих претензиях на царскую власть. В 110 году до н. э. Югурта, тоже вызванный в Рим, подослал к Массиве убийц. Тот был заколот на городской улице. Организатор убийства, нумидиец по имени Бомилкар, был схвачен, но ему удалось бежать, а потом и Югурта покинул Рим. Вскоре после этих событий Рим начал против Югурты войну.
Убийство Массивы описано в романе австралийской писательницы Колин Маккалоу «Первый человек в Риме».